# Hadena dealbata
Hadena dealbata là một loài bướm đêm trong họ Noctuidae.